# Lily Strickland
Lily Strickland   (Anderson, 28 de gener de 1884 - Hendersonville, 6 de juny de 1958) fou una compositora, pintora i escriptora estatunidenca.

## Biografia
Lily Teresa Strickland va néixer a Anderson, Carolina del Sud, filla de Charlton Hines Strickland i de la seva esposa Teresa Hammond Reed. Quan el seu pare va morir, la família es va traslladar a casa dels avis materns. Lily va començar a estudiar piano als sis anys i va començar a compondre quan era adolescent. Va estudiar piano i composició al Converse College de Spartanburg, Carolina del Sud, i el 1905 va rebre una beca per estudiar a l'Institut d'Arts Musicals (més tard Juilliard School) de la ciutat de Nova York.
El 1912 es va casar amb Joseph Courtenay Anderson, professor d'anglès de la Universitat de Colúmbia. Quan Anderson es va convertir en gerent d'una empresa estatunidenca el 1920, la parella es va traslladar a Calcuta i va passar els deu anys següents a l'Índia. Stickland va viatjar per Àfrica i Àsia, va pintar i va publicar articles a revistes americanes. Va rebre un doctorat honoris causa en música pel Converse College el 1924 en reconeixement del seu èxit com a compositora.
Strickland va compondre obres que es van utilitzar al cinema mut, cançons d'art i obres de piano solista. Com a etnomusicòloga, va relatar les seves experiències amb diverses cultures musicals com a corresponsal especial de la revista The Music Courier. Els seus articles inclouen els de Ceilan (The Musical Courier, vol 86, núm. 9); música als temples hindús (vol. 86 núm. 13); "Natuch" ballant (vol. 87, núm. 15); encantadors de serps i música (vol. 87, núm. 19); "ball de diables" (vol. 87, núm. 20); música budista tibetana (vol. 87, núm. 21); i música relacionada amb Krishna (vol. 87, núm. 22). També va publicar diversos articles similars a The Etude, i va ser presentada per The Etude en diversos articles sobre les seves pròpies composicions.
Els Anderson van tornar a Nova York i el 1948 es van retirar a una granja prop de Hendersonville, Carolina del Nord. Strickland va morir d'un ictus el 1958 al Margaret R. Pardee Memorial Hospital de Hendersonville.

## Obres
Strickland va publicar 395 obres, incloent-hi música popular i sacra i cançons infantils. Les seves primeres composicions van estar influenciades per cançons espirituals i cançons populars d'Amèrica del Sud, i obres posteriors ho van estar per música asiàtica i africana. Les obres seleccionades inclouen:
- Mah Lindy Lou
- Ballade of la belle dame sans merci (text: John Keats)
- Love wakes and weeps (text: Sir Walter Scott)
- My lover is a fisherman (de Songs of India)

La música de Strickland ha estat gravada i publicada en CD, incloent-hi:
- AMERICAN INDIANISTS, Vol. 2, Marco Polo (1996)

Strickland també va ser una pintora prolífica d'aquarel·la. Va pintar la majoria de les seves obres durant la seva estada a l'estranger. La col·lecció més gran de les seves pintures es pot trobar al Museu d'Art de la Universitat d'Anderson, a Anderson, Carolina del Sud.